# Ene Ergma
Ene Ergma (29 de febrero de 1944, Rakvere) es una científica y política estonia. Fue miembro del Riigikogu (parlamento de Estonia). Era miembro de Unión Pro Patria y Res Publica (Erakond Isamaa ja Res Publica Liit), y antes de que este se formara por la unión de dos partidos, lo fue de uno de ellos: Partido Res Publica. El 1 de junio de 2016 de anunció su dimisión debido a que, según ella, el partido había perdido su identidad y había tomado un giro populista.

## Educación y carrera científica

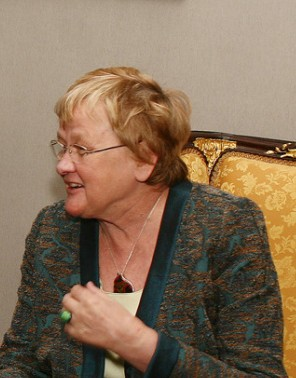
Enne Ergma.

Ergma se graduó cum laude en astronomía y se doctoró en Física y Matemáticas por la Universidad Estatal de Moscú, y obtuvo un doctorado en ciencias por el Instituto de Investigación Espacial en Moscú. Antes de dedicarse a la política trabajó como profesora de astronomía en la Universidad de Tartu desde 1988. En 1994 fue elegida miembro de la Academia de Ciencias de Estonia. La mayor parte de su investigación la ha realizado sobre la evolución de los objetos compactos (como estrellas de neutrones y enanas blancas) y sobre brotes de rayos gamma.

## Carrera política
Desde marzo de 2003 hasta marzo de 2006, Ergma fue Presidenta del Riigikogu. Entre marzo de 2006 y abril de 2007 fue la segunda vicepresidenta del Parlamento, y el 2 de abril fue reelegida como Presidenta, puesto que ocupó hasta el 14 de marzo de 2014.
Ergma fue la única candidata en la primera votación para las elecciones presidenciales de Estonia de 2006 en el Riigikogu del 28 de agosto. Obtuvo 65 votos, tres menos de los dos tercios necesarios.
También se presentó para presidir la Universidad de Tartu, pero no fue elegida. Para el puesto compitió con Volli Kalm y Birute Klaas.
Es la presidenta del Comité de Investigación Espacial del Riigikogu.